# Spezifischer Bodendruck
Der spezifische Bodendruck, oder auch Bodenpressung genannt, ist eine Angabe, die vor allem bei Kettenfahrzeugen und Panzerkettenlaufwerken dazu dient, einen Vergleichswert für die Geländegängigkeit, besonders auf weichen Böden, zu erhalten. Als Faustregel gilt dabei, dass die potentielle Beweglichkeit eines Fahrzeugs umso höher ist, je geringer sein spezifischer Bodendruck ausfällt.

## Physikalischer Hintergrund
Das Gewicht eines Fahrzeugs überträgt sich über die Auflagefläche seiner Räder oder seines Kettenlaufwerks auf den Untergrund und belastet diesen. Dies kann speziell bei weichen Böden dazu führen, dass das Fahrzeug im Boden einsinkt. Dieser unerwünschte Effekt ist umso größer, je schwerer das Fahrzeug ist und je kleiner die Fläche, auf die sich das Gewicht verteilt.

### Berechnung
Der spezifische Bodendruck berechnet sich aus dem Gesamtgewicht des Fahrzeugs geteilt durch die Auflagefläche. Die SI-Einheit ist Pascal. Üblicherweise, vor allem bei historischen Fahrzeugen, wird er in kg/cm² angegeben, womit es sich aus physikalischer Sicht um eine Massenbelegung und nicht um einen „Druck“ handelt. Auf der Erdoberfläche entspricht 1 kg/cm² numerisch in etwa einem bar, also 100 000 Pascal. Bei Kettenfahrzeugen wird die Auflagefläche aus Breite × aufliegende Länge der Gleiskette berechnet, und in der Regel das fahrfertige Gesamtgewicht (Kampfgewicht) verwendet.

## Maßnahmen zur Verringerung

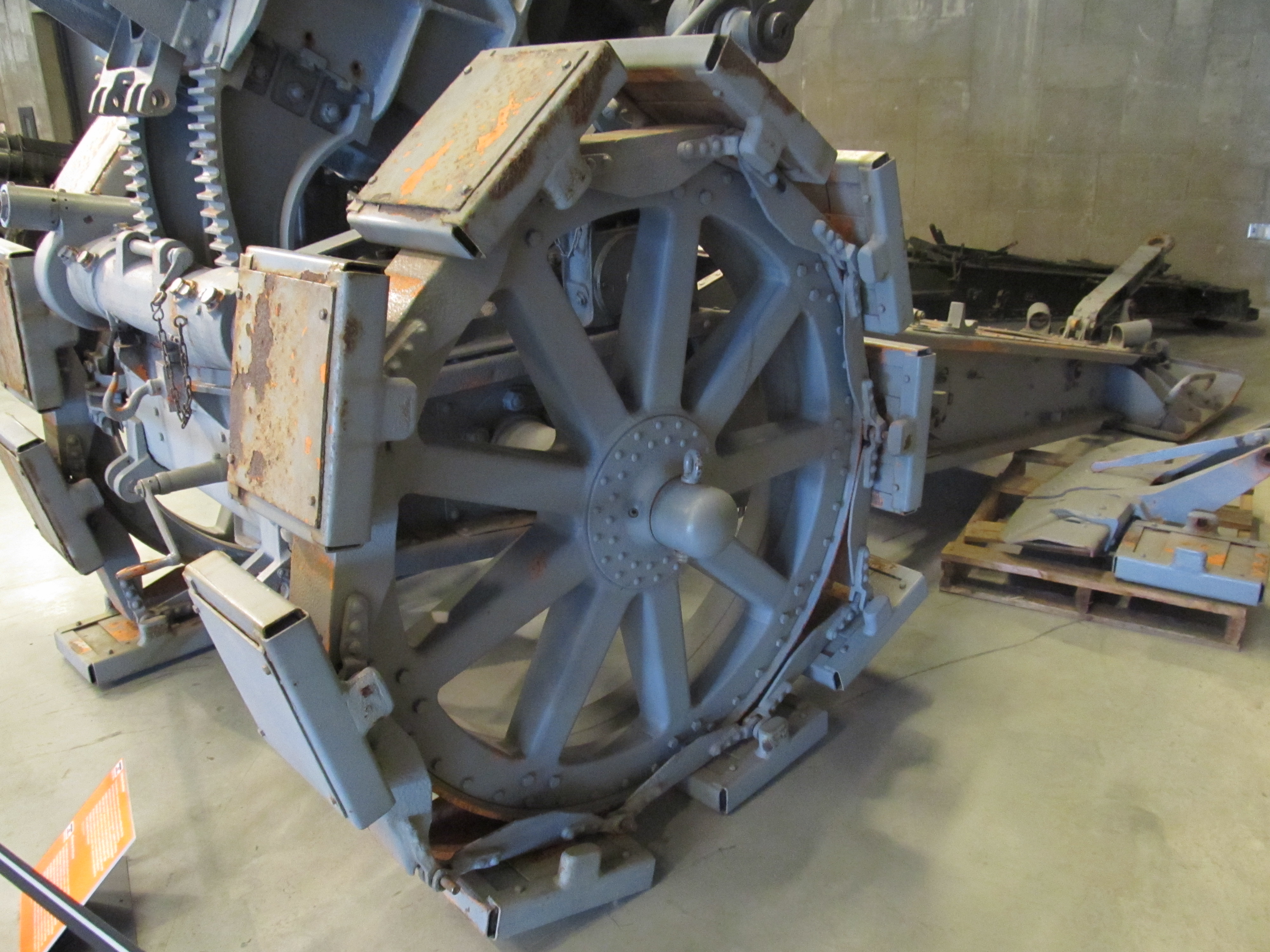
Radgürtel an einem deutschen 21cm-Mörser

Um den spezifischen Bodendruck zu verringern, kann man entweder das Gewicht des Fahrzeugs verringern oder die Kontaktfläche zwischen Fahrzeug und Boden vergrößern. Dies kann, je nach Fahrzeugart, auf verschiedene Weise erreicht werden:
- Verwendung breiterer (oder längerer) Gleisketten (bei Kettenfahrzeugen)
- Vergrößerung der Reifenaufstandsfläche (bei gummibereiften Radfahrzeugen) durch
  - größeren Raddurchmesser
  - Verwendung breiterer Reifen
  - Erhöhung der Anzahl der Reifen
  - ggf. Verringerung des Reifendrucks
- Verwendung von Radgürteln (bei starren Rädern)
- Unterlegen von Objekten unter das Fahrzeug, die dessen Gewicht über eine größere Fläche verteilen (Matten, Bau eines Knüppeldamms o. ä.)

## Beispiele
|                                                                   | spezifischer Bodendruck in kg/cm²                 | Gesamtmasse in kg |
| ----------------------------------------------------------------- | ------------------------------------------------- | ----------------- |
| Mensch (beidbeinig, Schuhgr. 44)                                  | 0,17 (etwa)                                       | 90                |
| Kettentraktor DT-54                                               | 0,41                                              | 5.400             |
| Lombard Steam Log Hauler (Halbkettenfahrzeug mit lenkbaren Kufen) | 1,27                                              | 19.000            |
| Panzer IV Ausf. G                                                 | 0,82                                              | 23.500            |
| T-34/85                                                           | 0,83                                              | 32.000            |
| Tiger II                                                          | 1,02; mit Verladekette: 1,23                      | 69.800            |
| IS-2                                                              | 0,82                                              | 46.000            |
| Leopard 1                                                         | 0,89                                              | 42.500            |
| T-62                                                              | 0,77                                              | 37.500            |
| Bagger 288                                                        | 1,74 (17,1 N/cm²)                                 | 12.840.000        |
| Schneckochod ZIL-2906                                             | 0,025                                             | 1.280             |
| M1A2 Abrams                                                       | 1,083 (15,4 psi)                                  | 69.540            |
| Leopard 2A4                                                       | 0,83                                              | 55.150            |
| Leopard 2A5                                                       | 0,95 (9,3 N/cm²)                                  | 59.700            |
| T-90S                                                             | 0,87                                              | 46.500            |
| Schürfkübel-Schreitbagger Esch 10/70                              | 0,94 kp/cm² (arbeitend), 1,49 kp/cm² (schreitend) | 680.000 kp        |

(Originalangaben in Klammern)